# Australische parlementsverkiezingen 2007

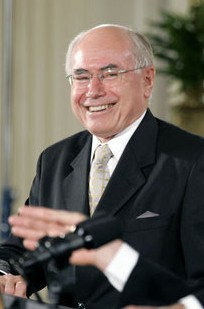
John Howard

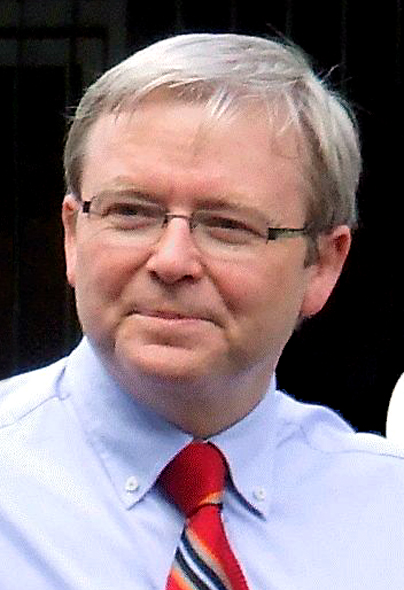
Kevin Rudd

Op 24 november 2007 vonden er in Australië federale parlementsverkiezingen plaats.
Op 14 oktober 2007 verklaarde premier John Howard tijdens een persconferentie dat er op 24 november dat jaar parlementsverkiezingen zouden worden gehouden. Tijdens de campagne ging het vooral tussen de conservatief-liberale Liberal Party of Australia (LP, Liberale Partij van Australië) van zittend premier Howard en de centrumlinkse, sociaaldemocratische, Australian Labor Party (ALP, Australische Arbeiderspartij) van oppositieleider Kevin Rudd.
Op de vastgestelde datum gingen meer dan 13,6 miljoen Australiërs naar de stembus. De parlementsverkiezingen resulteerden in een overwinning voor de Labor Party van Rudd, terwijl de centrumrechtse Liberal/National coalitie van premier Howard en vicepremier en National-leider Mark Vaile, die sinds de parlementsverkiezingen van 1996 aan de macht was, een verkiezingsnederlaag leed. John Howard verloor bij deze verkiezingen zijn eigen zetel aan Maxine McKew van Labor.

## Uitslagen

### Lagerhuis: Huis van Afgevaardigden
De uitslagen voor het lagerhuis, het Huis van Afgevaardigden:
| Partij                | Partij                                                       | stemmen1   | %2     | zetels2 | +/-2 |
|                       | Australische Arbeiderspartij (Australian Laborparty)         | 4.540.403  | 44,0%  | 81      | +22  |
|                       | Liberale Partij van Australië (Liberal Party of Australia)   | 3.728.351  | 36,04% | 56      | -19  |
|                       | Australische Groenen (Australian Greens)                     | 783.821    | 7,6%   | 0       | 0    |
|                       | Nationale Partij van Australië (National Party of Australia) | 561.075    | 5,4%   | 10      | -3   |
|                       | Familie Eerst Partij (Family First Party)                    | 203.971    | 1,9%   | 0       | 0    |
|                       | Australische Democraten (Australian Democrats)               | 70.742     | ?      | 0       | 0    |
|                       | Onafhankelijken                                              | 229.786    | ?      | 2       | 0    |
| Totaal                | Totaal                                                       | 10.331.585 | —      | 150     |      |
| 124/11/'07 227/11/'07 |                                                              |            |        |         |      |

### Hogerhuis: Senaat
De uitslagen voor het hogerhuis, de Senaat:
| Partij | Partij | stemmen   | %      | zetels |
|        | Australische Arbeiderspartij (Australian Laborparty) | 3.995.775 | 40,73% | 18     |
|        | Liberaal/Nationale Coalitie (Liberal/National Coalition) Liberale Partij van Australië (Liberal Party of Australia) Nationale Partij van Australië (National Party of Australia) Landelijke Liberale Partij (Country Liberal Party) | 2.957.693 | 30,15% | 18     |
|        | Australische Groenen (Australian Greens) | 884.847   | 9,02%  | 3      |
|        | Familie Eerst Partij (Familiy First Party) | 162.839   | 1,66%  | 0      |
|        | Australische Democraten (Australian Democrats) | 124.254   | 1,27%  | 0      |
|        | Pauline's Verenigde Australische Partij (Pauline's United Australia Party) | 107.285   | 1,09%  | 0      |
|        | Overigen | 662.711   | 6,75%  | 1      |
| Totaal | Totaal | 9.810.768 | —      | 40     |